# Hombre nuevo (telenovela)
Hombre nuevo (título original: Geração Brasil, estilizado como G3R4Ç4O BR4S1L) es una telenovela brasileña producida y emitida por TV Globo, emitida desde el 5 de mayo de 2014 hasta 31 de octubre de 2014 en el horario de las 19hs. 
Escrita por Filipe Miguez e Izabel de Oliveira, con la colaboración de Daisy Chaves, Isabel Muniz, João Brandão, Lais Mendes Pimentel, Paula Amaral y Sérgio Marques, dirigida por Allan Fiterman, Thiago Teitelroit, Oscar Francisco y Giovanna Machline, con la dirección general de Denise Saraceni, Maria de Médicis y Natália Grimberg sobre núcleo de Denise Saraceni. 
Protagonizada por Murilo Benício, Cláudia Abreu, Humberto Carrão, Chandelly Braz, Taís Araújo y Isabelle Drummond, junto a Fiuk, Ellen Rocche, Ricardo Tozzi, Flávio Pardal y la primera actriz Renata Sorrah en los roles antagónicos. Cuenta con las actuaciones estelares de Lázaro Ramos, Titina Medeiros, Luís Miranda y las primeras actrices Aracy Balabanian y Gisele Fróes.

## Argumento
Jonas Marra (Murilo Benício) es un ingeniero informático y emprendedor brasileño que vive en Silicon Valley, California. Abandonó Brasil muy joven en busca de financiación para su invento llamado The Brow, que es una computadora de bajo costo que finalmente revolucionó la industria informática mundial durante la década de 1980.
Una vez en Estados Unidos, Jonas creó la Marra Corporation. Paralelamente al éxito profesional de Marra, se casó con Pamela Parker (Cláudia Abreu), quien era la heredera del canal de televisión más grande del país.
Durante 20 años, Marra dirigió su empresa y vivió feliz con su familia. La pareja crio a una hija, Megan (Isabelle Drummond). Megan era la hija biológica de Pamela y su exnovio, un playboy francés que murió en un accidente automovilístico antes de que naciera Megan. Ella era, sin embargo, más bien una chica salvaje y rebelde y sus polémicas escapadas son noticia diaria en los periódicos de chismes. Marra y su esposa tuvieron que trabajar duro para mantener a Megan fuera de problemas.
A lo largo de los años, Marra se convirtió en un ícono y su posición y decisiones dentro de la industria tecnológica nunca fueron cuestionadas. Sin embargo, un día, los accionistas de Marra Corporation decidieron que la empresa necesitaba nuevos talentos que les permitieran hacer frente y competir en una industria tecnológica que cambiaba rápidamente. Para ello solicitaron que Marra se jubilara.
Después de este anuncio, Jonas, aprovechando sus 42 años de experiencia, trasladó la sede de Marra Corporation a Brasil. La decisión se convirtió en noticia de primera plana en todo el mundo. En un movimiento que conmocionó aún más al mundo, Marra reveló que buscaría un genio de la ingeniería informática en su país de origen para que se convirtiera en su sucesor.
Mientras tanto, en Río de Janeiro, el joven Davi (Humberto Carrão) trabajaba duro para ganar impulso para su proyecto. Al igual que Jonas, también era de origen humilde y creía que debía democratizarse el acceso a la información. Así, creó Junior, una herramienta que enseñaba programación informática. Toda la inspiración para el invento vino de Plugar, una ONG dedicada a la inclusión digital de niños desfavorecidos, ubicada en Gambiarra, un distrito ficticio de la Zona Oeste de Río. A través de Plugar, Davi tuvo su primer contacto con una computadora, donde comenzó a aprender de forma autodidacta ingeniería informática. Davi también quería crear mejores oportunidades para que los niños aprendieran sobre tecnología, por lo que desarrolló el ABC de la programación informática con Herval, fundador de Plugar .
En Recife, en busca de los llamados "ángeles", Davi hizo la maleta con Junior buscando la oportunidad de lucirla ante los inversores. Al llegar a Recife Digital, Davi conoce a Manu (Chandelly Braz), una hermosa chica proveniente de Recife y muy hábil en informática y juegos. Es en el mundo de los juegos donde los dos estarán más cerca de lo que piensan. Detrás de sus avatares y apodos, quedarán impresionados con las habilidades del oponente, sin darse cuenta de quién está al otro lado de la pantalla. Los dos estarán muy unidos cuando sean seleccionados para participar en el concurso Marra Brasil. Con más de doce jóvenes, Davi y Manu atravesarán varios retos tecnológicos, teniendo que demostrar sus capacidades a Jonas. En la pelea final, Manu y Davi tuvieron que enfrentarse para crear una aplicación espectacular. Rompiendo reglas y ya enamorados, los dos tienen un único proyecto, poniendo a Jonas contra la pared: o contratan a los dos o no contratan a ninguno.
Enojado por el manejo y asombrado por la habilidad del dúo, Jonas propone un desafío adicional: su aplicación tendrá que explotar en el corto plazo hasta la etapa final de la competencia.

## Reparto
- Murilo Benício - Jonás Marra
- Cláudia Abreu - Pamela Parker
- Taís Araújo - Verónica Montero
- Renata Sorrah - Gláucia Beatriz Pacheco Marra
- Isabelle Drummond - Megan Lily Parker-Marra
- Humberto Carrão - David Reyes / Vinicus Marra
- Chandelly Braz - Manuela Yañez / Maya
- Ricardo Tozzi - Germán Domínguez / Luis Edmundo Diniz (LED)
- Lázaro Ramos - Brian Roberto Benson
- Luís Miranda - Dorothy Benson
- Gisele Fróes - Rita de Cássia Ferreira
- Luís Carlos Miele - Jack Parker
- Aracy Balabanian - Iracema Avelar
- Leandro Hassum - Haroldo Barata
- Luiz Carlos Vasconcelos - Federico "Fred" Yañez
- Titina Medeiros - Marisa Marra
- Luiz Henrique Nogueira - Silvio Marra
- Rodrigo Pandolfo - Shin-Soo
- Mônica Torres - Susana Avelar
- Miguel Roncato - Danilo Pinto Marra
- Felipe Abib - Ernesto Avelar
- Marcello Airoldi - Elías Avelar
- André Gonçalves - Mário Aparecido dos Santos (Cidão)
- Nando Cunha - Dante Herrera
- Joaquim Lopes - Doménico Navarro
- Susana Ribeiro - Sandra Schmidt
- Débora Lamm - Edna Mendes
- Débora Nascimento - María Vergara
- Ellen Rocche - Ludmila Santini
- Arlindo Lopes - Chuck Murphy
- Bernardo Marinho - Vander Suárez
- Theodoro Cochrane - Gaspar Cardoso
- Antônio Fragoso - Edimilson Rocha
- Marília Martins - Débora Valente
- Jéssica Ellen - Alicia Sampaio
- Ana Terra Blanco - Luene Michelle Almeida (Lu N)
- Andréa Dantas - Valdeci Suárez
- Elisa Pinheiro - Lara Avelar
- Nado Grimberg - Tommy Lee Jones
- Fabio Neppo - Ubirajara "Bira" Suárez
- Fiuk - Alex Torres
- Samuel Vieira - Igor Yañez
- Isabel Wilker - Evangelina Rosa'
- Julia Konrad - Janaína Lima
- Johnny Hooker - Thales Moreira
- Douglas Rangel - Ícaro
- Max Lima - Vicente Montero
- Pedro Inoue - Fabricio Zafferano
- Tuninho Menucci - Vesgo
- Flávio Pardal - Boris Roma
- Oscar Magrini - Ralf
- Juliana Martins - Joana "Jojó" Santos
- Danilo Ferreira - Matías Herrera
- Valentina Bandeira - Danusa Pinto Marra
- Fagundes Emanuel - Ubirajara Suárez Jr. / Mosca
- Larissa Murai - Hana Massuda
- Cláudio Mendes - Leonel Moreira
- Mateus Pinto - Eliéser
- Sérgio Maciel - Nacho González
- Gustavo Henzel - Adriano Almeida
- David Júnior - Will Smith
- Thiago de Los Reyes - Zac Vírus
- Laura Prado - Tatiana Furtado
- Alexandre David - Caolho
- Mitsu Kuzume - Hélio Miura

## Producción
La telenovela cuenta con escenas grabadas en San Francisco, Monterey y en Silicon Valley otras ciudades situadoa en América del Norte. Además de las grabaciones en ciudades brasileñas como Recife, Río de Janeiro y São Paulo.

## Emisión
| Transmisiones                      | Transmisiones     | Transmisiones | Transmisiones        | Transmisiones            | Transmisiones   | Transmisiones |
| País                               | Título            | Cadena(s)     | Primera Emisión      | Última Emisión           | Horario Semanal | Hora          |
| ---------------------------------- | ----------------- | ------------- | -------------------- | ------------------------ | --------------- | ------------- |
| Bandera de Brasil                  | Geração Brasil    | Rede Globo    | 5 de mayo de 2014    | 31 de octubre de 2014    | Lunes a sábados | 19:30         |
| Bandera de la República Dominicana | Hombre Nuevo      | Antena Latina | octubre de 2015      | Presente                 | Lunes a viernes | 22:00         |
| Bandera de Lituania                | Naujas Žmogus     | Prima         | enero de 2016        | Presente                 | Lunes a viernes | 22:00         |
| Bandera de Paraguay                | Hombre Nuevo      | Paravisión    | 3 de agosto de 2016  | 4 de enero de 2017       | Lunes a viernes | 20:00         |
| Bandera de Nicaragua               | Hombre Nuevo      | Televicentro  | 6 de febrero de 2017 |                          | Lunes a viernes | 20:00         |
| Bandera de Estados Unidos          | Generación Brasil | Telemundo     | 16 de julio de 2018  |                          | Lunes a viernes | 12md/11c      |
| Bandera de Bolivia                 | Hombre Nuevo      | Red PAT       | 3 de mayo de 2016    | 16 de septiembre de 2016 | Lunes a viernes | 14:00         |